# 3277 Aaronson
A 3277 Aaronson (ideiglenes jelöléssel 1984 AF1) a Naprendszer kisbolygóövében található aszteroida. Edward L. G. Bowell fedezte fel 1984. január 8-án. Nevét Marc Aaronson (1950–1987) amerikai csillagászról kapta.